# 人民路街道 (邯郸市)
人民路街道，是中华人民共和国河北省邯郸市丛台区下辖的一个乡镇级行政单位。

## 行政区划
人民路街道下辖以下地区：
矿建社区、设计院社区、黎明街社区、光明社区和和平北社区。